# Modysticus modestus
Modysticus modestus är en spindelart som först beskrevs av Rudolph Herman Christiaan Carel Scheffer 1904.  Modysticus modestus ingår i släktet Modysticus och familjen krabbspindlar. Inga underarter finns listade i Catalogue of Life.